# Kucku
Kucku, även kallat korre, eller med ett engelskt namn chase the ace, är ett kortspel som tillhör de äldsta kända hasardspelen. Det är sannolikt av franskt ursprung och kan spåras bakåt åtminstone till 1500-talet. 
Deltagarna tilldelas i given endast ett kort var, och spelet går ut på att inte sitta med det kort som i den aktuella omgången har den lägsta valören. Varje spelare får i tur och ordning antingen förklara sig nöjd med sitt kort eller byta det mot det kort som nästa spelare i tur har. Motspelaren måste gå med på bytet; enda undantaget är om motspelaren har en kung. Den eller de spelare som efter bytena sitter med det lägsta kortet förlorar ett ”liv”.  Spelarna får lämna spelet när de förlorat tre liv. Den sista kvarvarande spelaren vinner potten.
I Italien började i slutet av 1600-talet speciella kortlekar tillverkas för en vidareutvecklad form av detta spel. Från en sådan lek härstammar den under 1700-talet uppkomna svenska killekortleken.  